# Thế kỷ 17 TCN
Thế kỉ 17 TCN bắt đầu từ ngày đầu tiên của năm 1700 TCN và kết thúc vào năm 1601 TCN.

## Sự Kiện
1698 TCN : Hạ vương Tiết qua đời sau 25 năm trị vì .
1691 TCN : Bel-bani vua của Assyria qua đời sau 10 năm trị vì .
1691 TCN : Merneferre Ay Pharaoh của Ai Cập qua đời sau 23 năm trị vì .
1689 TCN : Merhotepre Ini , Pharaoh của Ai Cập chết sau 2 năm trị vì .
1674 TCN : Libaya vua của Assyria qua đời sau 17 năm trị vì .
1662 TCN : Sharma-Adad I vua của Assyria qua đời sau 12 năm trị vì .
1655 TCN - Tan-Uli , người cai trị Đế chế Elamite , qua đời.
1650 TCN - Iptar-Sin vua của Assyria qua đời sau 12 năm trị vì .
1650 TCN - Người Hy Lạp bắt đầu sinh sống ở Mycenae .
1650 TCN— Trung Vương quốc kết thúc ở Ai Cập Cổ đại .
1650 TCN — Những con voi ma mút Woolly cuối cùng chết trên đảo Wrangel , khiến loài này tuyệt chủng.
1622 TCN - Bazaya vua của Assyria qua đời sau 28 năm trị vì .
1616 TCN - Lullaya vua của Assyria chết sau 6 năm trị vì .
1602 TCN - Shu-Ninua vua của Assyria qua đời sau 14 năm trị vì .
1600 TCN - Các vị vua và hoàng tử trên đất liền Hy Lạp đã bắt đầu xây dựng những nơi chôn cất lớn trên mặt đất thường được gọi là lăng mộ tổ ong vì hình dạng tròn, hình nón của chúng.